# Gahini
 (juin 2025).
La mise en forme du texte ne suit pas les recommandations de Wikipédia : il faut le « wikifier ».
Les points d'amélioration suivants sont les cas les plus fréquents. Le détail des points à revoir est peut-être précisé sur la page de discussion.
- Les titres sont pré-formatés par le logiciel. Ils ne sont ni en capitales, ni en gras.
- Le texte ne doit pas être écrit en capitales (les noms de famille non plus), ni en gras, ni en italique, ni en « petit »…
- Le gras n'est utilisé que pour surligner le titre de l'article dans l'introduction, une seule fois.
- L'italique est rarement utilisé : mots en langue étrangère, titres d'œuvres, noms de bateaux, etc.
- Les citations ne sont pas en italique mais en corps de texte normal. Elles sont entourées par des guillemets français : « et ».
- Les listes à puces sont à éviter, des paragraphes rédigés étant largement préférés. Les tableaux sont à réserver à la présentation de données structurées (résultats, etc.).
- Les appels de note de bas de page (petits chiffres en exposant, introduits par l'outil «  Source ») sont à placer entre la fin de phrase et le point final[comme ça].
- Les liens internes (vers d'autres articles de Wikipédia) sont à choisir avec parcimonie. Créez des liens vers des articles approfondissant le sujet. Les termes génériques sans rapport avec le sujet sont à éviter, ainsi que les répétitions de liens vers un même terme.
- Les liens externes sont à placer uniquement dans une section « Liens externes », à la fin de l'article. Ces liens sont à choisir avec parcimonie suivant les règles définies. Si un lien sert de source à l'article, son insertion dans le texte est à faire par les notes de bas de page.
- La présentation des références doit suivre les conventions bibliographiques. Il est recommandé d'utiliser les modèles {{Ouvrage}}, {{Chapitre}}, {{Article}}, {{Lien web}} et/ou {{Bibliographie}}. Le mode d'édition visuel peut mettre en forme automatiquement les références.
- Insérer une infobox (cadre d'informations à droite) n'est pas obligatoire pour parachever la mise en page.

Pour une aide détaillée, merci de consulter Aide:Wikification.
Si vous pensez que ces points ont été résolus, vous pouvez retirer ce bandeau et améliorer la mise en forme d'un autre article.
Gahini  est à la fois un  secteur et un village situé dans le district de Kayonza, province de l'Est, au Rwanda. Il se trouve sur une colline, à une altitude de 1 520 mètres (4,990 ft) au-dessus du niveau de la mer, à proximité de la rive orientale du lac Muhazi, et à 73 kilomètre (45 mi) de Kigali, la capitale, par la route. Le village constitue le centre de l'un des neuf  diocèses de l'Église épiscopale au Rwanda (Église anglicane du Rwanda) et figure parmi les quatre sites rwandais sélectionnés par la Société missionnaire de l'Église (Church Missionary Society) qui y a établi une grande mission, un hôpital  et  des écoles.

## Histoire
On sait peu de chose sur Gahini à l’époque précoloniale. Cependant, sous la domination allemande puis belge, le village est devenu un important carrefour de transport, reliant le lac Muhaziaux aux routes principales nord-sud et est-ouest . À partir de 1922, la région passa temporairement sous le contrôle  britannique dans le cadre du processus d'arpentage du projet  de chemin de fer Cap-Le Caire. Cette situation permit aux docteurs Leonard Sharp et Zoe Stanley Smith, de la société missionnaire de Société missionnaire de l'Église (Church Missionary Society), d'initier un travail missionnaire et médical dans l'est de Rwanda. Le territoire fut rétrocédé à la Belgique en 1924, mais les autorités coloniales belges autorisèrent la Société missionnaire de l'Église à poursuivre ses activités. Cela permit la création d'une mission permanente à Gahini. Geoffrey Holmes, un ami proche du roi rwandais Yuhi V Musinga, fut chargé de ce projet et choisi Gahini comme site d'implantation. Il fut rejoint par le révérend Herbert Jackson et Kosiya Shalita, un natif de Gahini qui, après avoir fui au Buganda ( en  Ouganda) trente ans plus tôt, s’était converti au christianisme et souhaitait désormais retourner dans son village natal.

## Économie et tourisme
L'hôpital Gahini, fondé par John Edward Church de la Société missionnaire de l'Église (Church Missionary Society)  est l'un des plus grands établissements de santé de la province de l'Est. Il dispose d'infrastructures variées, notamment une maternité, un service de chirurgie orthopédique, un centre de traitement du VIH un centre de réadaptation pour les personnes en situation de handicap physique, ainsi qu'une clinique ophtalmologique qui accueille des patient venus de tout le Rwanda.
Le secteur comprend une cellule appelée « Centre Vidéo », qui est la plus dynamique sur le plan économique ; c'est là que se concentre la majorité  des activités commerciales.
La rive du lac Muhazi à Gahini est une destination touristique prisée, avec deux complexes hôteliers : le centre "Seeds of Peace", qui offre un hébergement, et "Jambo Beach". Ces lieux servent à la fois de point d'étape pour les voyageurs en route vers ou en provenance du parc national d'Akagera, et de sites de loisirs lacustres proposant des activités telles que la navigation de plaisance, la pêche et l'observation des oiseaux.

## Personnes notables
- Innocent Himbaza, théologien et hébraïste
- Manasse Mbonye, astrophysicien